# Arco Gigante
O Arco Gigante é um arranjo composto por galáxias, aglomerados galácticos e muito gás e poeira. Ele está localizado a 9,2 bilhões de anos-luz de distância e se estende por cerca de um 15º do universo observável. Ele se estende por 3,3 bilhões de anos-luz e está entre as maiores estruturas conhecidas no universo.

## Descoberta
Os astrônomos descobriram o arco gigante de galáxias usando a luz de quasares distantes para mapear onde no céu essa luz foi absorvida por átomos de magnésio nos halos que circundam as galáxias em primeiro plano. A assinatura do Arco Gigante é devido à perda de um elétron nos átomos de magnésio.